# Yamaha SY77
De Yamaha SY77 is een synthesizer die door Yamaha vanaf 1989 werd gemaakt. De SY77 combineert twee manieren van klankopwekking, AFM-synthese (Advanced Frequency Modulation) en AWM2 (Advanced Wave Memory 2). De SY77, en de latere SY99, waren Yamaha's laatste topmodellen die volwaardige FM-synthese gebruikten.

## Klankopwekking
De AFM-synthesevorm is een uitbreiding van de 6-operator FM-synthese die werd gebruikt in de Yamaha DX7. De SY77 gebruikt daarnaast ook AWM2-klankopwekking, dit is een gepatenteerde vorm van sample-gebaseerde subtractieve klanksynthese.

## TG77
De SY77 kwam ook als synthesizermodule op de markt. Dit model is de TG77 en bevat alle functies van de SY77, behalve het klavier, de sequencer, en het diskettestation.

## Gebruik
De SY77 werd door de volgende artiesten gebruikt in hun muziek: 808 State, Skinny Puppy, Brian Eno, Europe, Toto, Vangelis, en Chick Corea. In België werd de SY77 gebruikt door de band Front 242. In Nederland werd de SY77 gebruikt door Ron Mesland.